# Sea Life London Aquarium
Koordinaten: 51° 30′ 7″ N, 0° 7′ 8″ W
Das Sea Life London Aquarium ist ein Schauaquarium. Es befindet sich in der County Hall im Stadtteil South Bank im Zentrum Londons, in der Nähe des London Eye. Es wurde im März 1997 als „London Aquarium“ eröffnet, befand sich zunächst nur im Erdgeschoss und hat jedes Jahr etwa eine Million Besucher.

## Geschichte
Im Jahr 2008 wurden im Aquarium drei Roboterfische ausgestellt, die von der Informatikabteilung der Universität von Essex entwickelt wurden. Die Fische wurden so konzipiert, dass sie autonom sind, umherschwimmen und Hindernissen ausweichen wie echte Fische. Ihr Schöpfer behauptete, er habe versucht, „die Geschwindigkeit eines Thunfischs, die Beschleunigung eines Hechts und die Navigationsfähigkeiten eines Aals“ zu kombinieren.
Im April 2008 wurde das Aquarium von der Merlin Entertainments Group für eine nicht genannte Summe gekauft. Die Anlage wurde für eine 5 Millionen Pfund teure Renovierung geschlossen, die im April 2009 abgeschlossen wurde. Zu den Ergänzungen gehörten ein neuer Unterwassertunnel, ein Hai-Walk (Shark Walk), ein neu gestaltetes Pazifikbecken und eine vollständige Neugestaltung der Ausstellung, die alle unter der Aufsicht der Architektin Kay Elliott durchgeführt wurden. Die Attraktion wurde bei ihrer Wiedereröffnung im April 2009 offiziell zu einem Sea Life Centre. Im Jahr 2015 wurde das Aquarium aufgrund der Eröffnung von Shreks Abenteuer in London an einen anderen Ort in der County Hall verlegt. 2020 wird berichtet, dass sich das Aquarium auf drei Etagen ausbreitet. Es hat 14 Themenwelten.

## Eselspinguine
Im Mai 2011 eröffnete das Aquarium eine neue Pinguinausstellung mit 10 Eselspinguinen aus dem Edinburgh Zoo. Über das Brutverhalten wurde später berichtet, dass auch lesbische Pärchen darunter waren. Im Dezember 2020 gab es die Schlagzeile, dass der Zoo den Pinguinen während des Corona-Lockdowns Weihnachtsfilme gezeigt habe. Tierrechtsaktivisten kritisieren, dass die Pinguine im Keller ohne Tageslicht und Zugang nach draußen gehalten werden. Sea Life entgegnete unter anderem, dass draußen die Luft zu warm und zu verschmutzt für eine Art ist, die subpolare Bedingungen gewohnt ist.

## Naturschutz und Bildung
Das Aquarium hat zwei Klassenzimmer, die thematisch auf die vom Zoo unterstützten Artenschutzkampagnen ausgerichtet sind. Jedes Jahr besuchen dort bis zu 40.000 Schulkinder die Klassenzimmer, die für die Öffentlichkeit zugänglich sind, wenn sie nicht gerade für das Bildungsprogramm genutzt werden. Das Aquarium ist an mehreren Zuchtprogrammen beteiligt, darunter für Kubakrokodile, Seepferdchen, Ameca-Kärpflinge und Quallen, und arbeitet mit vielen Artenschutzorganisationen zusammen, darunter der Whale and Dolphin Conservation Society und dem Shark Trust.

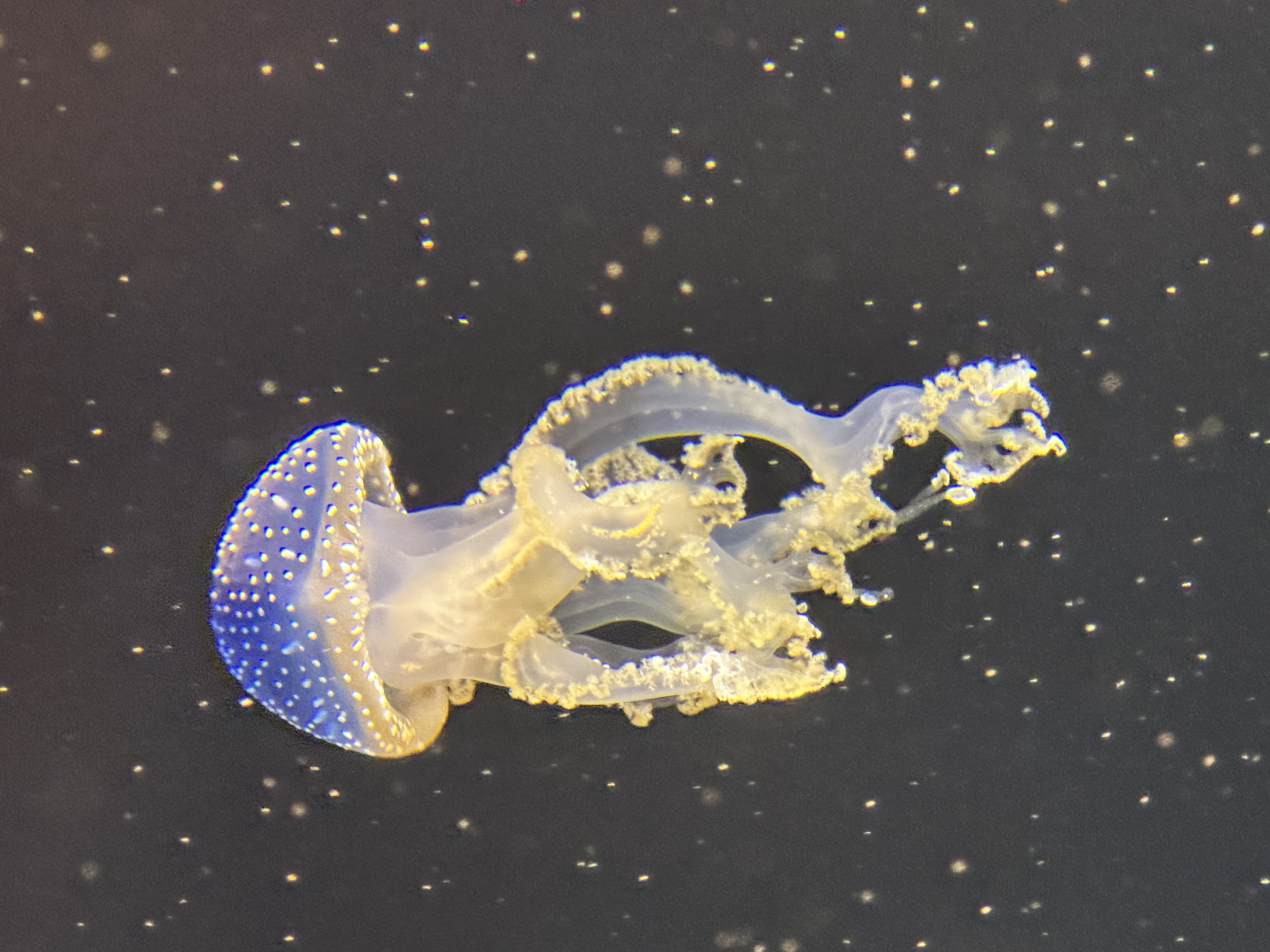
Qualle
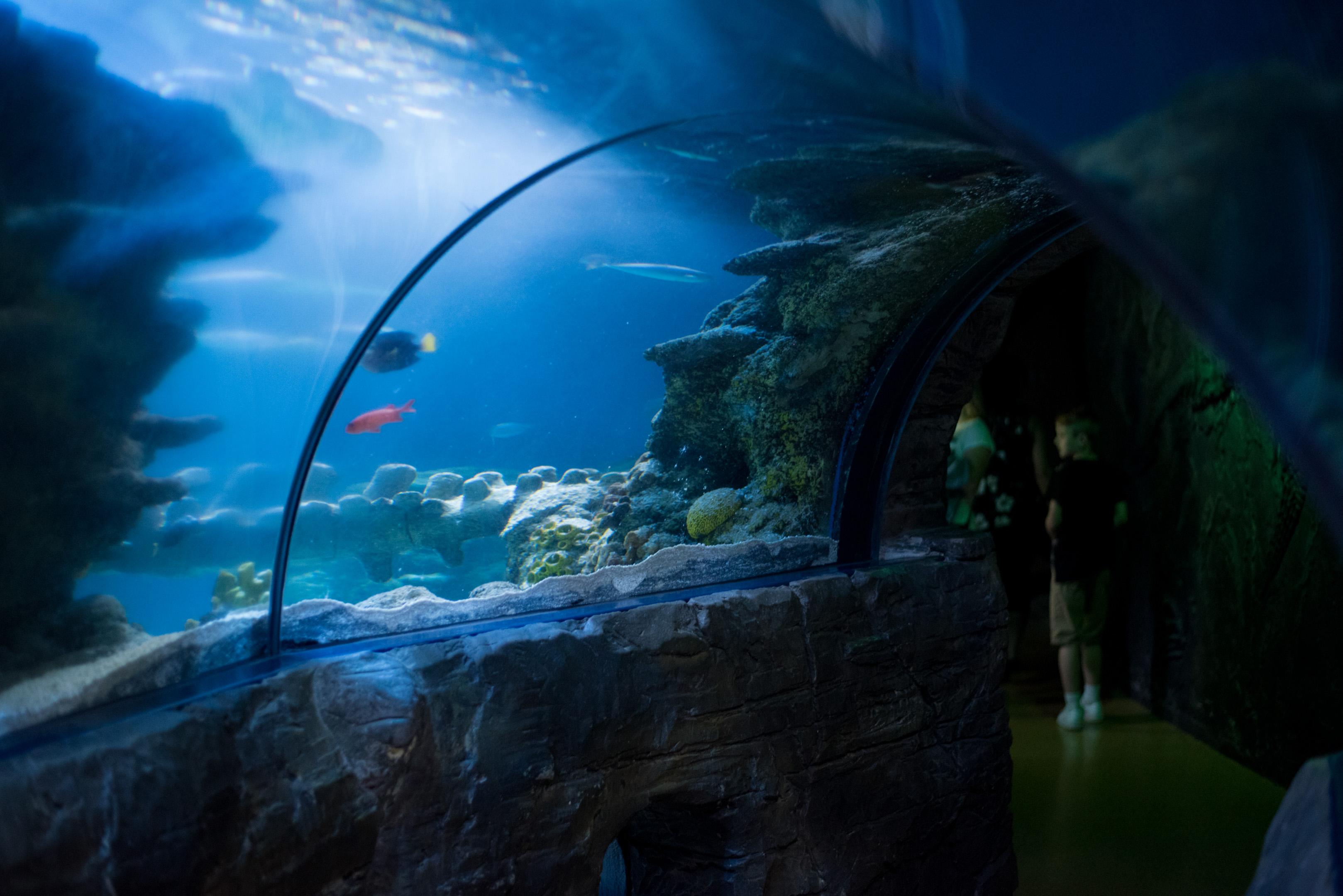
Der Unterwassertunnel
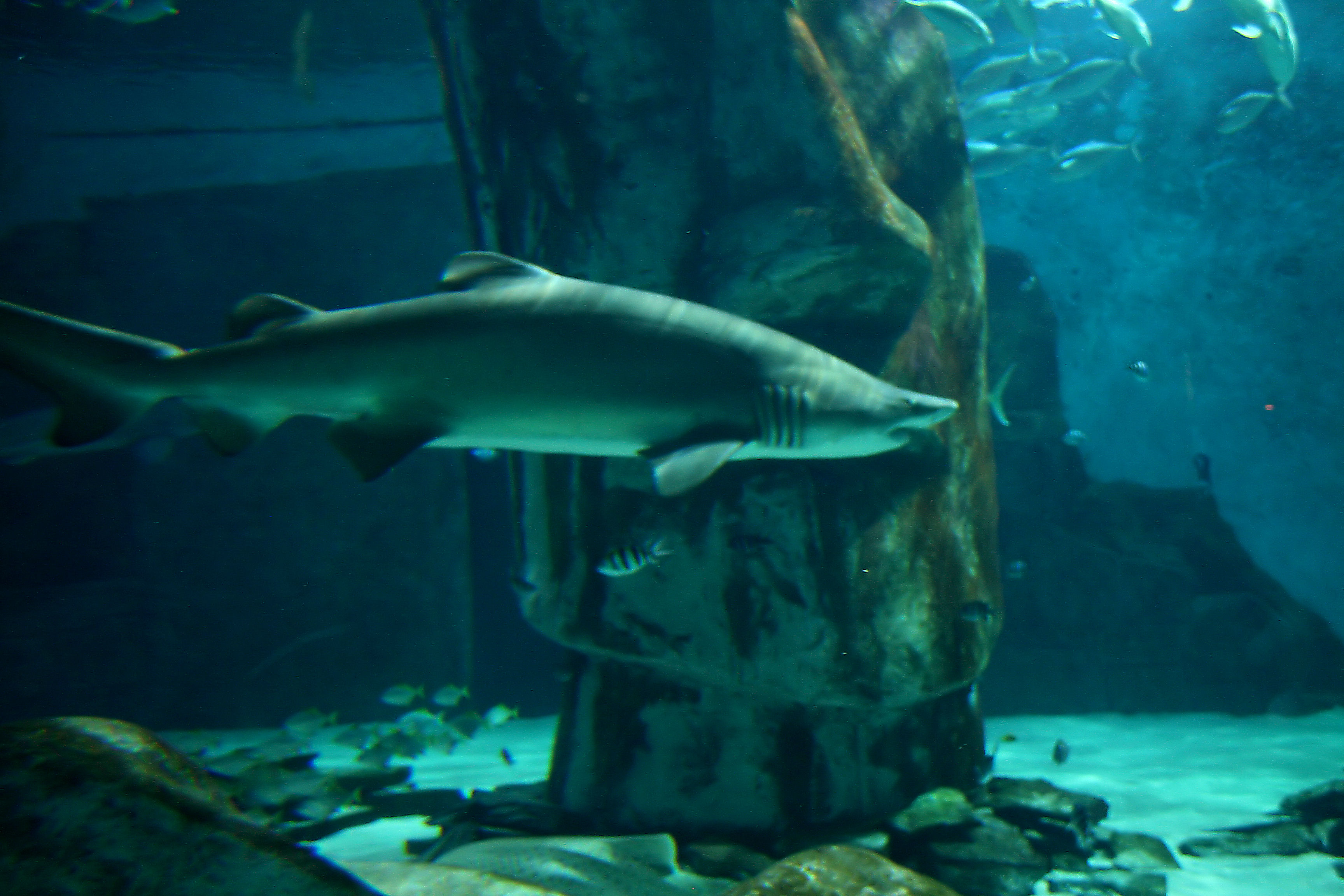
Der Hai-Walk
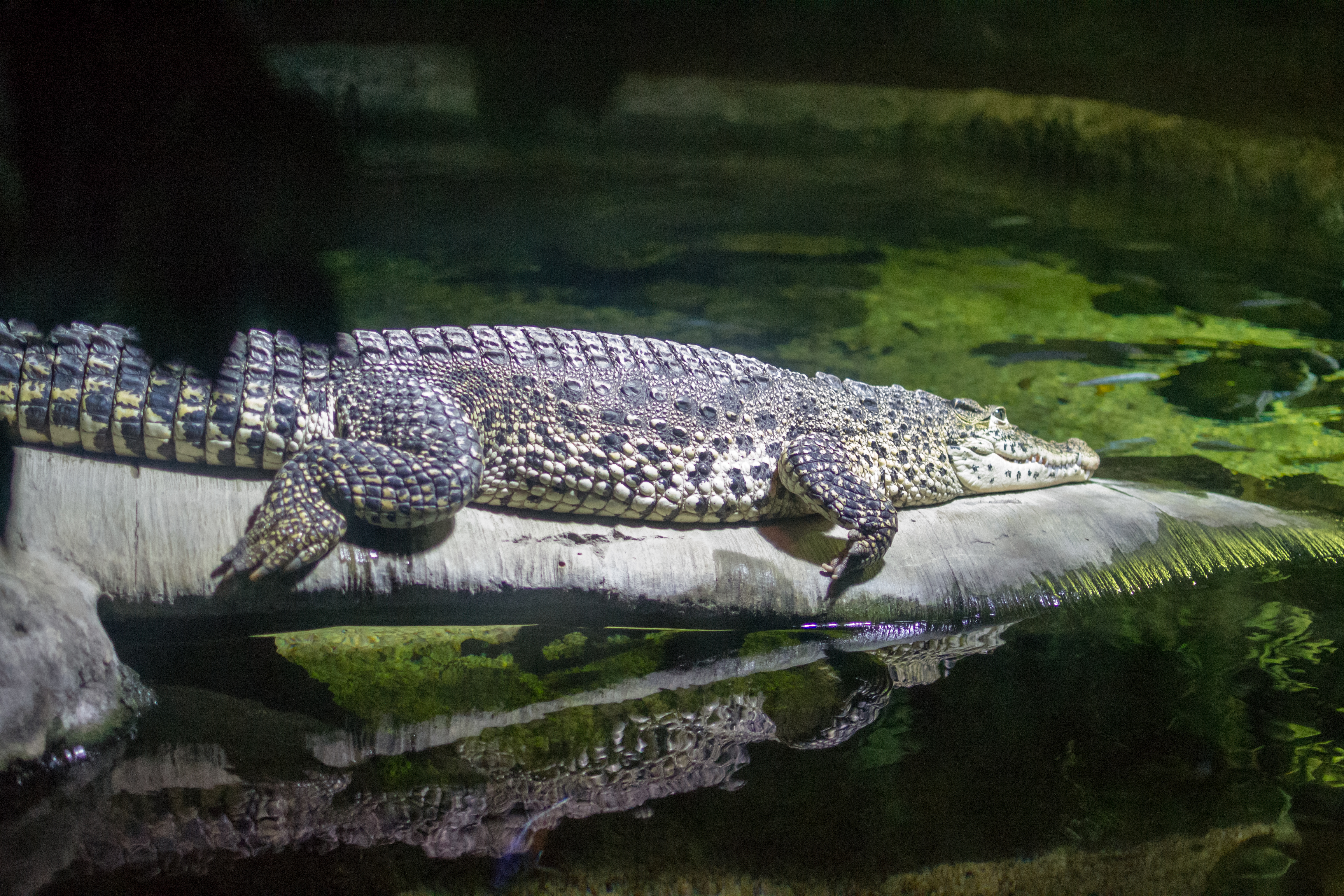
Krokodil